# Poster de motivation

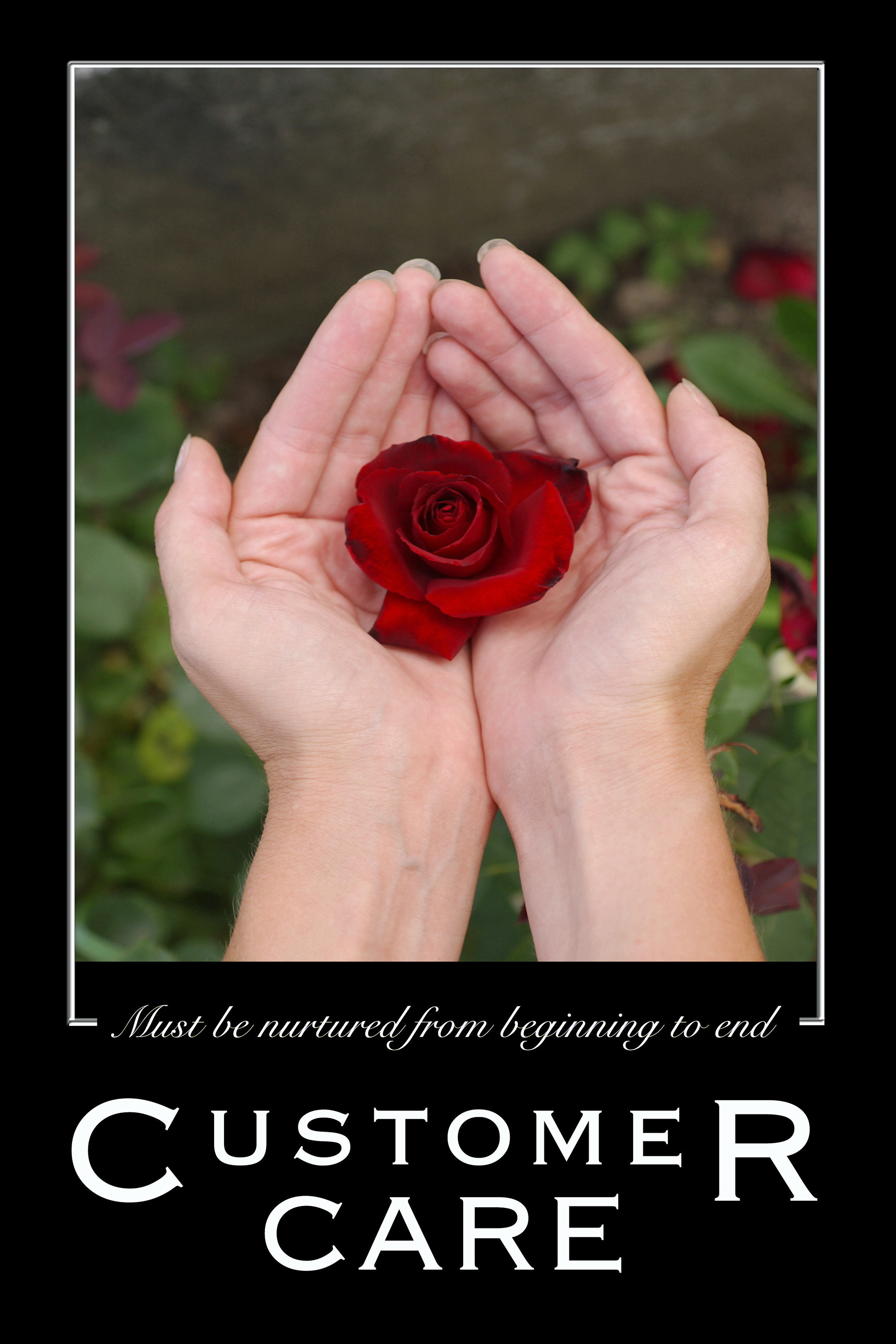
Un exemple de poster de motivation mettant l'accent sur la qualité du service client.

Un poster de motivation est une image, généralement accompagnée d'une légende et imprimée au format poster, destinée à insuffler de la motivation dans le cadre professionnel ou scolaire : il s'adresse typiquement aux employés ou aux élèves.

## Détournement à but humoristique
Sur Internet circulent de très nombreuses versions parodiques de posters de motivation, appelées en anglais demotivational posters, soit littéralement « posters de démotivation ». Ces images tournent généralement en dérision à la fois le but originel des posters et le sujet abordé.